# Церква Олександра Невського (Миколаїв)
Церква Олександра Невського (Госпітальна церква, Церква святих Захарія і Єлизавети)  — церква XIX століття у місті Миколаєві на півдні України, належить до УПЦ. Храм частково зруйнований під час Другої світової війни та в 1940-1980-ті роки, коли його перетворили на склад. Відновлений у 2000-х роках.

## Історія

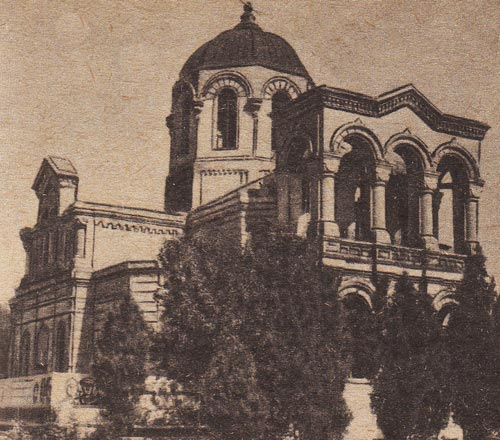
Госпітальна церква на початку XX ст.

Церква Олександра Невського була побудована в 1886 році на території Миколаївського військово-морського госпіталю, тому її ще називають Госпітальною церквою. Кошти на зведення храму надійшли від військового відомства та учасників Кримської війни. Автор проєкту — архітектор Іван Жуковський-Волинський. Тут відспівували загиблих воїнів Кримської, Турецької, Першої світової воєн, в цій церкві солдати після бою молилися за майбутні перемоги.
У 1930-ті роки Миколаївська міськрада ухвалила рішення закрити Шпитальну церкву і передати її під клуб. Майно храму вилучили. Він став клубом однієї з артилерійських частин.
Під час Другої світової війни і німецької окупації церква була частково зруйнована. Після війни в ній влаштували склад артилерійського полку, а невдовзі — приміщення просто закинули, храм зазнав руйнувань. Не було ні дверей, ні даху, ні вікон.
У 1991 році з проголошенням незалежності України храми почали повертати вірянам. Госпітальна церква була передана Українській православній церкві, вона повернула свою першу назву — святих Захарія і Єлизавети. Аварійний храм почали реставрувати у 2002 році.